# Autonome Provincie West-Bosnië

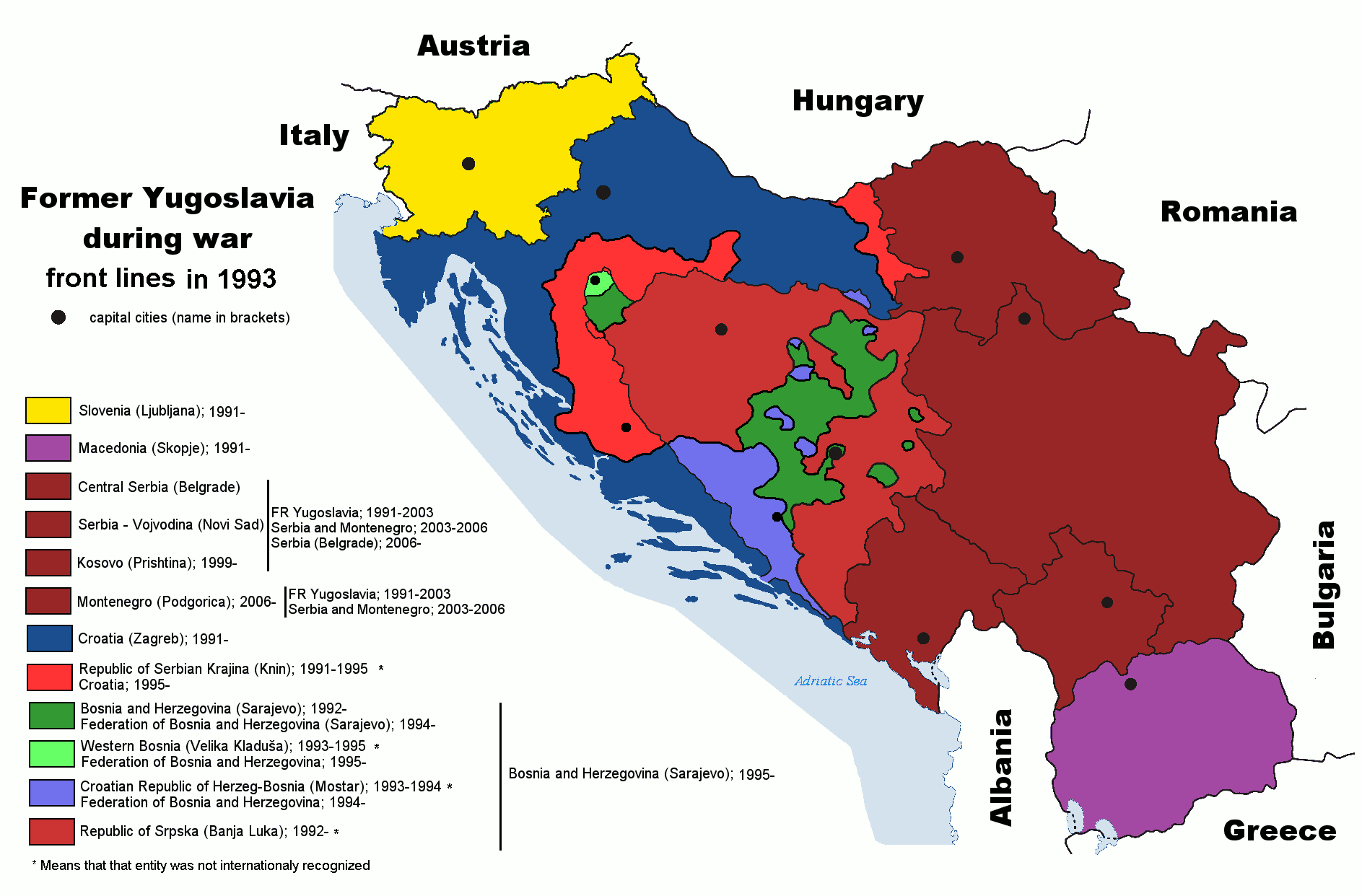
West-Bosnië tijdens de oorlogen
Klik op afbeelding voor vergroting

De Autonome Provincie West-Bosnië (Bosnisch/Kroatisch: Autonomna Pokrajina Zapadna Bosna; Servisch: Аутономна Покрајина Западна Босна) was van 27 september 1993 tot 7 augustus 1995 een niet erkende entiteit in het noordwesten van Bosnië.
De autonome provincie was uitgeroepen door de politicus Fikret Abdić die zich hiermee verzette tegen de Bosnische regering tijdens de Bosnische Oorlog. Abdić werkte samen met zowel Servië als Kroatië.
West-Bosnië bestond uit de hoofdstad Velika Kladuša en enkele eromheen liggende dorpen. Het ligt op het territorium van de huidige kanton Una-Sana.
West-Bosnië werd ingenomen door de troepen van de Bosnische regering in 1994, maar ze werden later dat jaar uit het gebied verdreven. Een jaar later werd het gebied toch weer bij Bosnië en Herzegovina gevoegd. Fikret Abdić werd gearresteerd en veroordeeld voor oorlogsmisdaden tegen burgerbosniakken die trouw waren gebleven aan de regering.
De Autonome Provincie West-Bosnië moet niet verward worden met de huidige kanton West-Bosnië.
Sloveense Oorlog (1991) · Kroatische Oorlog (1991-95) · Bosnische Burgeroorlog (1992-95) · Kroatisch-Bosniakse Oorlog (1992-94) · Kosovo-oorlog (1998-99) · Operatie Allied Force (1999) · Conflict in de Preševo-vallei (2001) · Macedonisch conflict (2001)